# Elezioni amministrative in Italia del 1982
Nel 1982 in Italia si votò per il rinnovo del consiglio comunale e provinciale di Trieste, nonché per il rinnovo dei consigli comunali di altri comuni minori come Abano Terme, Velletri, Sulmona, Capua e Castellammare di Stabia.

## Elezioni comunali

### Trieste
| Liste                                                  | Voti    | %     | Seggi |
| ------------------------------------------------------ | ------- | ----- | ----- |
| Lista per Trieste (LpT)                                | 54.874  | 30,96 | 20    |
| Democrazia Cristiana (DC)                              | 34.262  | 19,33 | 12    |
| Partito Comunista Italiano (PCI)                       | 33.223  | 18,74 | 12    |
| Partito Socialista Italiano (PSI)                      | 13.690  | 7,72  | 5     |
| Movimento Sociale Italiano - Destra Nazionale (MSI-DN) | 13.373  | 7,54  | 5     |
| Partito Repubblicano Italiano (PRI)                    | 5.293   | 2,99  | 2     |
| Partito Socialista Democratico Italiano (PSDI)         | 4.735   | 2,67  | 1     |
| Unione Slovena (US)                                    | 4.108   | 2,14  | 1     |
| Partito Liberale Italiano (PLI)                        | 2.902   | 1,51  | 1     |
| Democrazia Proletaria (DP)                             | 2.274   | 1,18  | -     |
| Altri                                                  | 8.507   | 4,80  | 1     |
| Totale                                                 | 177.241 |       | 60    |

## Elezioni provinciali

### Provincia di Trieste
| Liste                                                  | Voti   | %    | Seggi |
| ------------------------------------------------------ | ------ | ---- | ----- |
| Lista per Trieste (LpT)                                | 56.771 | 28,8 | 9     |
| Partito Comunista Italiano (PCI)                       | 42.914 | 21,8 | 7     |
| Democrazia Cristiana (DC)                              | 37.422 | 19,0 | 6     |
| Partito Socialista Italiano (PSI)                      | 15.194 | 7,7  | 2     |
| Movimento Sociale Italiano - Destra Nazionale (MSI-DN) | 14.493 | 7,3  | 2     |
| Unione Slovena (US)                                    | 6.148  | 3,1  | 1     |
| Partito Repubblicano Italiano (PRI)                    | 5.796  | 2,9  | 1     |
| Partito Socialista Democratico Italiano (PSDI)         | 4.716  | 2,4  | 1     |
| Partito Liberale Italiano (PLI)                        | 3.103  | 1,6  | -     |
| Democrazia Proletaria (DP)                             | 2.559  | 1,3  | -     |
| Altri                                                  | 8.056  | 4,1  | 1     |
| Totale                                                 |        |      | 30    |